# Parco nazionale Narrien Range
Il parco nazionale Narrien Range  è una riserva naturale del Queensland in Australia, collocata a 796 km a nord-ovest di Brisbane.
Il parco si estende su una superficie di 74,6 Km quadrati

## Finalità
Il parco è stato creato per tutelare la flora e la fauna tipica del luogo. In tale ottica, la riserva controlla l'accesso dei visitatori del parco per non impattare in modo dannoso sull'ambiente.